# Michał Bergonzoni
Michał Anioł Bergonzoni (né le 6 septembre 1748 à Bologne - mort le 5 mars 1819 à Varsovie) est un médecin polonais d'origine italienne, médecin-chef de l'armée du duché de Varsovie.